# Стівен Вільямс
Стівен Вільямс (англ. Steven Williams; нар. 7 січня 1949) — американський актор у кіно і на телебаченні. Вільямс народився в Мемфісі, штат Теннессі, і виріс в Чикаго, де працював поштовим перевізником, продавцем і моделлю. Він відомий своїми ролями, як капітан Адам Фуллер на 21 Jump Street, лейтенант Джефферсон Burnett на еквалайзер, Det. Август Брукс на короткоживучій Л. А. Тепло, Х на X-файлах, Рассел «Лінк» Лінкольн в Лінку, і Руфус Тернер в Надприродне .

## Кар'єра
Він відомий своєю роллю капітана Адама Фуллера на телесеріалі Fox Network 21 Jump Street з 1987 по 1991 роки. Він грав лейтенанта Бернета в драматичному серіалі CBS «Еквалайзер» у 1985 році. Пізніше він грав в Det. Августа Брукса в короткоживучій TNT серії LA Heat в 1996 році. У Стівена також була другорядна роль, як X на Fox хіт наукової фантастики серії X-Files. Він знявся у ролі Рассела «Linc» Лінкольн в Linc's . Пізніше він грав Руфуса Тернера в «Надприродне».
Він з'явився в The Blues Brothers (1980) як Трупер Моунт. Інші ролі у фільмах включають відтворення Нестера в фільмі 1985 року про відсутність у дії 2: Початок, а також у фільмі жаху Джейсон йде в пекло: остання п'ятниця 1993 року як мисливця за головами під іменем Крейтон Дюк.
Стівен також запросив багатьох відвідувачів виступити на телевізійних шоу, включаючи герцогів Хаззарда, The-Team, Букера, Макгівера, Зірки-зірки SG-1, Мартіна, Вероніки Марс, The Bernie Mac Show, кримінального мислення та зомбі.

## Фільмографія

### Фільм
- Cooley High[en] (1975) as Jimmy Lee
- The Monkey Hustle[en] (1976) as The Manager
- Брати Блюз (1980) as Trooper Mount
- Doctor Detroit (1983) as Junior Sweet
- Сутінкова зона (1983) as Bar Patron (segment «Time Out»)
- Зниклі безвісти 2: Початок (1985) as Captain David Nester
- Вже краще померти (1985) as Tree Trimmer
- Будинок (1986) as Cop #4
- Dreams of Gold: The Mel Fisher Story[en] (1987) as Mo
- Under the Gun[en] (1988) as Gallagher
- The Forbidden Dance[en] (1990) as Weed
- Джейсон відправляється в пекло: Остання п'ятниця (1993) as Creighton Duke
- Corrina, Corrina[en] (1994) as Anthony T. Williams
- Кривавий кулак 7: Переслідування (1995) as Captain Doyle
- The Sender (1998) as Lockwood
- The Elite (2001) as McKay
- Firetrap (2001) as Firefighter Chief Sheehan
- Route 666[en] (2001) as Rabbit aka Fred
- Van Hook (2001) as Colonel Jeffries
- Dark Wolf[en] (2003) as Hartigan
- Sexual Life[en] (2004) as Jerry's Father
- Guarding Eddy (2004) as Jack
- Graves End (2005) as Paul Rickman
- Halfway Decent (2005) as Cervondo
- Special Ops: Delta Force (2006) as Smithers
- Forfeit[en] (2007)
- Richard III[en] (2008) as Lord Stanley
- Adventures of Power[en] (2008) as Carlos
- Kings of the Evening[en] (2008) as Mr. Gamba
- The Fear Chamber (2009) as Captain Bradley
- Breathe (2011) as Mr. Burgin
- 3 Musketeers[en] (2011) as Planchet
- Gamers (2011)
- Who Killed Soul Glow? (2012) as Police Captain
- Last Curtain Call (2013) as George
- Джек — вбивця велетнів (2013) as Master of Secrets
- Виклик (2013) as Terrence (voice)
- Мачо і ботан 2 (2014) as Commissioner Adam Fuller (uncredited)
- Cru (2014) as Max
- My Favorite Five[d] (2015) as Robert Colburn
- The Trust[en] (2016) as Cliff
- The Stakelander (2016) as Doc Earl
- Воно (2017) as Leroy Hanlon
- Оксамитова бензопилка (2019) as VA Janitor

### Телебачення
. Чи (2018 — сьогодення) як Квентін Дікінсон 
- Dummy[en] (1979) as Julius Lang
- The Marva Collins Story[en] (1981) as McCloud
- The Dukes of Hazzard[en] (1982, 1983) as Leeman / Percy
- Wizards and Warriors[en] (1983)
- Remington Steele[en] (1984) as Les Averback
- The A-Team (1984) as Eddie Devane
- Hill Street Blues[en] (1984—1987) as Johnson / Sonny Freeman
- Hunter[en] (1984—1985) as Parker LeMay / King Hayes
- Праведник (1985) as Lt. Jefferson Burnett
- International Airport[en] (1985) as Frazier
- Silent Witness[en] (1985) as Ted Gunning
- Макгайвер (1986) as Charlie Robinson
- 227[en] (1987) as Billy Bob
- 21 Jump Street[en] (1987—1991) as Captain Adam Fuller
- Wiseguy[en] (1989) as Jail Inmate
- Сетчел Пейдж
- The Whereabouts of Jenny[en] (1991) as Mick
- The 100 Lives of Black Jack Savage[en] (1991) as Black Jack Savage
- The Heroes of Desert Storm[en] (1991) as Sp4 Jonathan Alston
- In Living Color[en] (1992)
- Revolver (1992) as Ken Seymour
- Diagnosis Murder[en] (1994) as Butch Reilly
- The X-Files (1994—2002) as Mr. X
- L.A. Heat[en] (1996—1998) as Det. August Brooks / Jake Rheams
- Linc's[en] (1998—2000) as Russell 'Linc' Lincoln
- City of Angels[en] (2000) as Emerill Jordan
- Зоряна брама: SG-1 (2000—2003) as General Maurice Vidrine
- Resurrection Blvd.[en] (2001) as Jesse
- The Hughleys[en] (2001) as Mr. Walker
- L.A. Law: The Movie[en] (2002) as Albert Hutchinson
- Jake 2.0[en] (2003) as General Freewald
- The Bernie Mac Show[en] (2003—2004) as Loyd
- Вероніка Марс (2005) as Tom Daniels
- Монк (2005) as Sgt. Parnell
- Зоряний загін: Війна на Марсі (2005) as Williams
- Walker, Texas Ranger: Trial by Fire[en] (2005) as Detective Mike Burton
- Desperate Housewives (2008) as Frank
- Надприродне (2008—2016) as Rufus Turner
- NTSF:SD:SUV::[en] (2012) as Alonzo Bearwalker
- Christmas Twister[en] (2012) as Terry
- Belle's[en] (2013) as Judge Crawford
- Fifty and Over Club (2015) as Lawson
- Я — зомбі (2015) as Barber
- Залишені (2015) as Virgil
- Особлива думка (2015) as Bridege Kane
- Training Day[en] (2017) as Cannonball
- Справжній детектив (2019) as Junius Watts